# Mein Herze schwimmt im Blut
Mein Herze schwimmt im Blut ist eine Kantate von Johann Sebastian Bach (BWV 199). Der Großteil des Textes ist Georg Christian Lehms’ Sammlung Gottgefälliges Kirchen-Opfer entnommen; er handelt von der Erlösung eines Sünders durch Gott. Ausgehend vom Evangeliumstext dieses Sonntags, dem Gleichnis vom Pharisäer und Zöllner (Lukas-Evangelium 18,9–14 ), meditiert der Dichter über das Thema Reue und Vergebung. Etwas früher hatte Bach dieselbe Quelle für seine Kantate Widerstehe doch der Sünde (BWV 54) benutzt.
Das Werk wurde 1714 in Weimar für eine Aufführung am 11. Sonntag nach Trinitatis (12. August) komponiert. Es ist geschrieben für Solo-Sopran, Oboe, zwei Violinen, Viola und Basso continuo. Für spätere Aufführungen nahm Bach einige Änderungen vor; die Neue Bachausgabe kennt zwei Versionen: Die erste, in Weimar entstandene, Version beginnt in c-Moll und verwendet im sechsten Satz eine obligate Viola; die zweite (Leipziger) Fassung steht einen Ton höher und setzt für den obligaten Part ein Violoncello piccolo ein.
Die Kantate besteht aus acht Sätzen:
1. „Mein Herze schwimmt im Blut“ – ein Rezitativ für Sopran, begleitet von den Streichern.
2. „Stumme Seufzer, stille Klagen“ – eine langsame Da-capo-Arie für Sopran, Oboe und Continuo. Der Mittelteil endet in einem kurzen Secco-Rezitativ.
3. „Doch Gott muss mir genädig sein“ – ein Rezitativ mit Streicher-Begleitung.
4. „Tief gebückt und voller Reue“ – eine mit Andante bezeichnete Da-capo-Arie, im 3/4-Takt und begleitet von den Streichern. Unmittelbar vor dem „da capo“ gibt es eine Adagio-Passage.
5. „Auf diese Schmerzensreu“ – ein kurzes Rezitativ, begleitet vom Continuo.
6. „Ich, dein betrübtes Kind“ – Vers drei des Chorals „Wo soll ich fliehen hin“ mit einem obligaten Viola- beziehungsweise Violoncello-piccolo-Part.
7. „Ich lege mich in diese Wunden“ – ein Rezitativ, begleitet von den Streichern.
8. „Wie freudig ist mein Herz“ – eine freudige Gigue-ähnliche Da-capo-Arie, von allen Instrumenten begleitet im 12/8-Takt.